# Maine Road
Maine Road je dnes již zaniklý fotbalový stadion, který se nacházel v manchesterské čtvrti Moss Side. Stadion byl, od jeho založení až po jeho zánik, domovem místního ligového klubu Manchester City FC. Hrálo se zde osmnáctkrát semifinále FA Cupu, jedenkrát finále Football League Cupu, čtyřikrát Charity Shield, a několikrát zde hrála své domácí zápasy Anglická fotbalová reprezentace. Pro jeho dřívější vysokou kapacitu (dosahovala až 84 569 diváků) se stadionu přezdívalo Wembley of the North.
Poslední sezónu 2002/03 se na stadion mohlo vejít 35 150 sedících diváků. Od další sezóny se totiž Manchester City přestěhoval na nový City of Manchester Stadium (dnes znám pod sponzorským názvem Etihad Stadium) ve východním Manchesteru. Nový stadion leží blízko čtvrti Ardwick, kde byl klub původně v roce 1880 založen.

## Zajímavosti
Maine Road se i přes svůj zánik může dodnes pyšnit rekordní klubovou návštěvou anglického fotbalu. Stalo se tak v šestém kole FA Cupu, ve kterém se proti sobě střetli domácí Manchester City proti Stoke City FC. Zápas navštívilo 84 569 diváků.
V letech 1945–1949 zde působil městský rival Manchester United, který musel po dobu své přítomnosti platit nájem 5 000 liber za sezónu. Jejich domovský stadion Old Trafford byl totiž za druhé světové války těžce poškozen a tak za celou dobu jeho opravy museli vzít United za vděk stadion městského rivala. Další tři zápasy pak na stadionu odehráli v sezóně 1956/57, protože jejich hřiště nebylo způsobilé na zápasy PMEZ (Poháru mistrů evropských zemí).
Po stadionu je pojmenován amatérský fotbalový klub Maine Road FC, který v roce 1955 založili právě fanoušci Manchesteru City. Klub měl dřívější působiště blízko samotného stadionu.